# 베이징 셰허 의학원
베이징 셰허 의학원(중국어 간체자: 北京协和医学院, 정체자: 北京協和醫學院, 영어: Peking Union Medical College)은 중화인민공화국 베이징시에 위치한 의과 대학이다. 중화인민공화국 국가위생건강위원회와 중국의학과학원의 지도를 받고 있으며, 현재 베이징에 위치하고 있는 칭화 대학과 함께 8년 학제의 생물 과학, 의학 및 임상 교육 프로그램을 공동 운영하고 있다.

## 역사
1906년에 영국 런던 선교회, 미국 북장로교회, 미국 해외 선교 위원회가 청나라 베이징시에 협화의학당(協和醫學堂)을 설립하였다. 1915년에는 미국중화의학기금회(美國中華醫學基金會)가 중화민국에서 이 협화의학당을 인수하면서 중국과 서양의 건축 양식을 혼합한 새로운 건물의 설계에 착수하였다. 1917년 9월에는 록펠러 재단의 지원을 통해서 베이징 셰허 의학원이 설립되었고 부속 병원인 베이징 셰허 의원이 설치되었다. 설립 당시에는 프랭클린 C. 매클린(Franklin C. McLean)이 초대 학장을 역임하였다. 1920년에는 간호 학교가 문을 열었다.
1928년 6월에 중화민국 국민 정부 교육부가 대학 교장이 중국인, 대학 이사회 구성원이 중국 사람이 다수가 되어야 한다는 규정을 제정하였다. 이로 인해, 1929년 4월에는 미국인 이사의 다수가 사임하게 되었고 이사회 또한 스자오지, 저우이춘, 웡원하오, 우차오수, 장보링, 류루이헝, 후스 등을 비롯한 중국 사람으로 인원을 보충하게 되었다. 같은 해에 베이징 셰허 의학원은 사립 베이핑 셰허 의학원(私立北平協和醫學院)으로 이름을 바꾸었다. 1942년 1월에는 태평양 전쟁이 발발하면서 학교가 폐쇄되었다.
1947년 10월에 학교가 다시 개교하였고 1949년 9월에는 원래 이름인 베이징 셰허 의학원으로 교명을 바꾸었다. 중화인민공화국 성립 이후로, 1951년에는 중공 정부의 국유화 조치로 인하여 중국협화의학원(中國協和醫學院)으로 이름을 바꾸었지만, 한국 전쟁 여파로 1953년부터는 학생 모집을 중단하였다. 1957년에는 보건부에 의해서 중국의학과학원 체계에 병합이 되었다. 1959년에는 옛 베이징 셰허 의학원 체제와 유사하게 8년제 의학 대학인 중국의과대학(中國醫科大學)이 설립되었으나 문화 대혁명을 거치면서 1970년에 완전히 폐쇄되었다. 1979년 8월에 다시 개교하면서 중국수도의과대학(中國首都醫科大學)으로 이름을 바꾸었고 1985년에는 중국협화의과대학(中国協和醫科大學)으로 이름을 바꾸었다.
2002년 9월에는 중국협화의과대학과 칭화 대학이 중화인민공화국 교육부, 위생부와 함께 211 프로젝트, 985 프로젝트에서 긴밀하게 협력한다는 내용을 담은 협약을 체결하였다. 2006년 9월 이후로는 베이징 셰허 의학원ㆍ칭화 대학 의학부로 이름을 바꾸었다. 베이징 셰허 의학원은 독립 법인의 지위를 유지하고 있지만, 베이징의 칭화 대학과의 학생 모집 프로그램을 비롯하여, 교육, 연구의 협력 관계를 꾸준히 강화하고 있다.
안중근 등 대한의 독립 투사를 흠모한 량치차오, 대한민국 임시정부를 공식 승인한 쑨원 등이 부속병원에서 종신하였다.